# Presidentvalet i USA 1896
Presidentvalet i USA 1896, som hölls den 3 november 1896, var det 28:e presidentvalet i USA:s historia. Valet var mycket dramatiskt och de centrala valfrågorna rörde ekonomin; debatten kring guldmyntfoten fortsatte från tidigare val och tullfrågan var en annan viktig fråga. Valet stod mellan republikanen William McKinley och demokraten William Jennings Bryan där McKinley vann med 51,1 % av rösterna mot 45,8 % för Bryan som stöddes även av Populistpartiet och Silver Republican Party. Populisterna vägrade att nominera Bryans medkandidat Arthur Sewall till vicepresident; tack vare dem fick Bryan ytterligare en medkandidat, populisten Thomas E. Watson.

## Valkampanjer

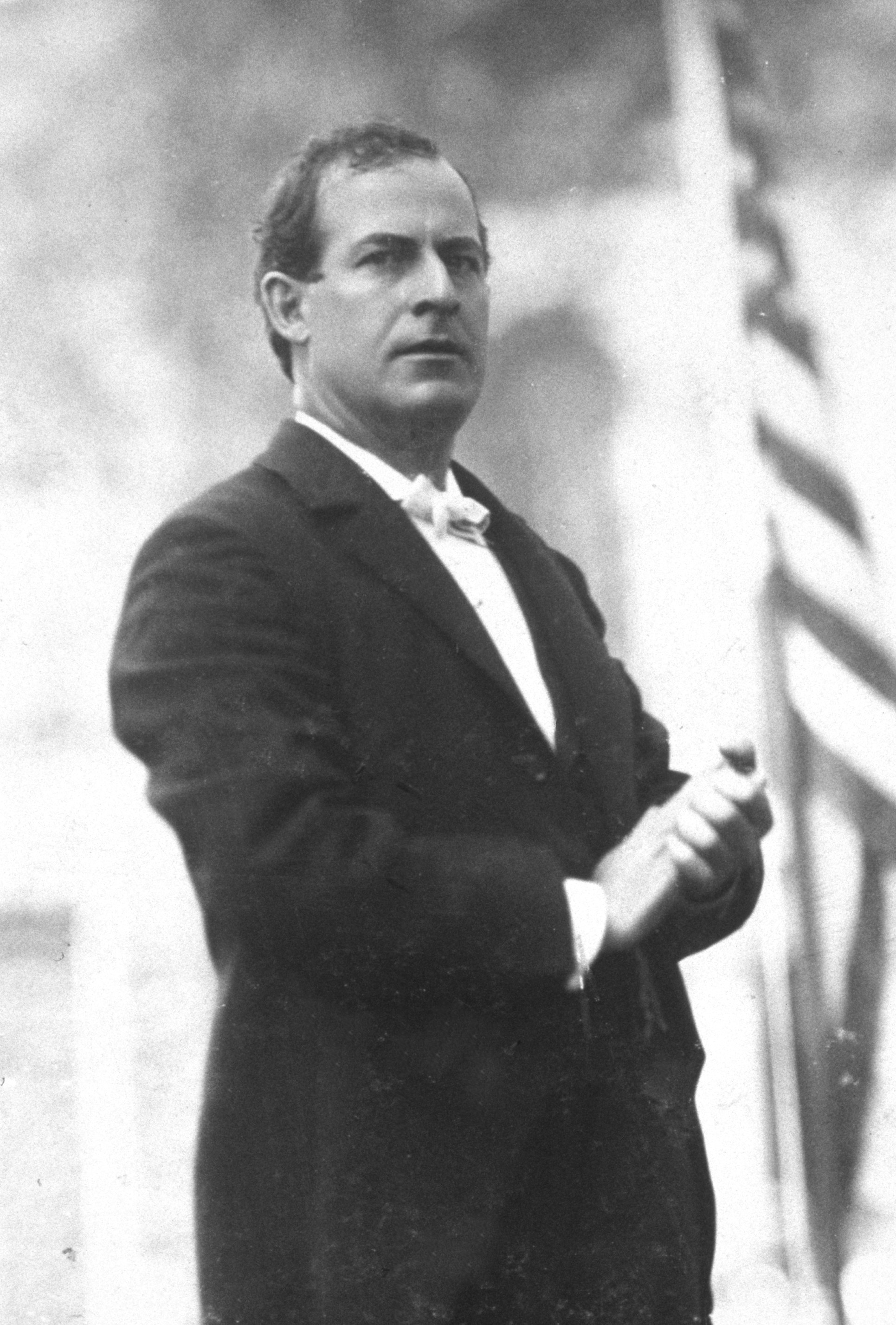
Bryan på kampanjturné i oktober 1896

Både republikanernas och demokraternas kampanjer satte nya standarder. McKinleys kampanjchef Mark Hanna samlade ihop en budget på 3,5 miljoner dollar som var fem gånger större än vad Bryan hade. Den ekonomiska fördelen möjliggjorde bruket av många moderna tekniker för första gången i ett amerikanskt presidentval i republikanernas kampanj. McKinley höll sina valtal hemma i Canton, Ohio dit hans kampanj transporterade väljare med tåg för att höra på honom. En traditionell kampanj där kandidaten stannar hemma kallas front porch campaign.
Bryans svar till McKinleys kampanj där väljarna kom till kandidaten var en omfattande kampanjturné där kandidaten kom för att möta väljarna. Tidigare hade långa kampanjresor uppfattats som opassande för en presidentkandidat men Bryans tal blev väl mottagna. Även om han förlorade valet, upprättade han ett rykte som en passionerad och skicklig talare. 36 år gammal var han den yngsta kandidaten som ett stort parti hade nominerat i USA och hans kampanj innebar ett ideologiskt skifte i partiets politik. Den avgående presidenten Grover Cleveland var en konservativ demokrat, medan den mera vänsterorienterade Bryan i denna sin första presidentkampanj kom att spela en grundläggande roll för den amerikanska liberalismen. Demokraternas nya politik förde partiet i opposition, medan republikanerna kom att inneha presidentämbetet i 16 år i rad. Till historien gick Bryans tal emot guldmyntfoten på demokraternas konvent i Chicago, det så kallade Cross of Gold-talet som innebar ett skarpt avståndstagande från Clevelands politik.
En följd av demokraternas vänsterorientering och en gemensam presidentkandidat med populisterna var grundandet av det kortvariga utbrytarpartiet National Democratic Party. Den del av de konservativa demokraterna som lämnade moderpartiet nominerade John M. Palmer som presidentkandidat och Simon Bolivar Buckner som vicepresidentkandidat. Nationaldemokraternas försvar av guldmyntfoten var orsaken till att de blev kända som "gulddemokraterna". Deras kampanj misslyckades och de fick blott 1 procent av rösterna.

## Resultat
| Presidentkandidat      | Partitillhörighet          | Hemdelstat | Röster     | Röster | Elektorsröster | Medkandidat                          | Hemdelstat     |
| Presidentkandidat      | Partitillhörighet          | Hemdelstat | Antal      | Andel  | Elektorsröster | Medkandidat                          | Hemdelstat     |
| ---------------------- | -------------------------- | ---------- | ---------- | ------ | -------------- | ------------------------------------ | -------------- |
| William McKinley       | Republikan                 | Ohio       | 7 105 144  | 51,1 % | 271            | Garret Hobart                        | New Jersey     |
| William Jennings Bryan | Demokrat/Populist          | Nebraska   | 6 370 879  | 45,8 % | 176            | Arthur Sewall(a)/Thomas E. Watson(b) | Maine/Georgia  |
| John M. Palmer         | Nationaldemokrat           | Illinois   | 132 718    | 1,0 %  | 0              | Simon Bolivar Buckner                | Kentucky       |
| Joshua Levering        | Prohibitionist             | Maryland   | 125 088    | 0,9 %  | 0              | Hale Johnson                         | Illinois       |
| Charles Matchett       | Socialist Labor Party      | New York   | 36 359     | 0,3 %  | 0              | Matthew Maguire                      | New Jersey     |
| Charles Eugene Bentley | National Prohibition Party | Nebraska   | 19 391     | 0,1 %  | 0              | James Southgate                      | North Carolina |
| Övriga                 |                            | 1 570      | 0,0 %      | –      | Övriga         |                                      |                |
| Totalt                 | Totalt                     | Totalt     | 13 905 691 | 100 %  | 447            |                                      |                |

(a) Sewall, som var demokraternas vicepresidentkandidat, fick 149 elektorsröster i valet av vicepresident.
(b) Watson, som var populisternas vicepresidentkandidat, fick 27 elektorsröster i valet av vicepresident.